# Isabel Câmara
Maria Isabel Câmara (Três Corações, 1940 - Goiânia, 2006) foi uma poeta e dramaturga brasileira. 

## Biografia
Sua estreia no teatro foi como atriz, numa montagem da peça Nossa Cidade, de Thornton Wilder, em Belo Horizonte. Mudou-se para o Rio de Janeiro e em 1968 levou sua primeira peça, Os Viajantes, ao palco do Conservatório Nacional de Teatro. O texto foi mais tarde adaptado para a TV por Domingos de Oliveira.
Em 1969, estreou As Moças no Teatro Ipanema, retratando a contracultura ao mostrar em cena duas mulheres que dividiam um apartamento e expunham de forma poética os problemas da juventude da época. A peça lhe valeu o Prêmio Molière de 1970. Voltou a trabalhar como atriz em Hoje é Dia de Rock, em 1971.
Participou da antologia 26 poetas hoje, apesar de não ser propriamente uma integrante da geração da poesia marginal. Na década de 1990, abandonou o mundo dos espetáculos e foi morar em Goiânia, onde morreu em 2006.

## Principais obras

### Teatro
- 1968 - Os Viajantes

O Quarto Mundo
A Escolha
- 1969 - As Moças
- 1970 - Solo para Atriz

Palco
- 1973 - Drama

Luz da Noite (show de Maria Bethânia)

### Poesia
- 1998 - Coisas coió (Editora Sette Letras)